# 1029
1029 كانت سنة بسيطة تبدأ يوم الأربعاء حسب التقويم اليولياني.

## مواليد
- السلطان السلجوقي ألب أرسلان. (توفي 1072 م).
- أبو إسحق إبراهيم الزرقالي
- الحميدي
- كليمنت الثالث
- سعيد الأندلسي

## وفيات
أبو القاسم جعفر الكراجي
الكراجي
ابن الكتاني
صالح بن مرداس